# Argentina nos Jogos Olímpicos de Inverno de 2022
Argentina participou dos Jogos Olímpicos de Inverno de 2022, realizados em Pequim, na China.
Foi a 20.ª aparição do país em Olimpíadas de Inverno. Foi representado por seis atletas, sendo dois homens e quatro mulheres.

## Competidores
| Esporte                 | Masculino | Feminino | Total |
| ----------------------- | --------- | -------- | ----- |
| Esqui alpino            | 1         | 1        | 2     |
| Esqui cross-country     | 1         | 1        | 2     |
| Luge                    | 0         | 1        | 1     |
| Patinação de velocidade | 0         | 1        | 1     |
| Total                   | 2         | 4        | 6     |

## Desempenho

### Esqui alpino
Masculino
| Atleta                  | Evento         | Descida 1 | Pos. | Descida 2   | Pos.        | Total       | Pos.        | Ref.  |
| ----------------------- | -------------- | --------- | ---- | ----------- | ----------- | ----------- | ----------- | ----- |
| Tomás Birkner de Miguel | Slalom         | DNF       | DNF  | Não avançou | Não avançou | Não avançou | Não avançou | [ 3 ] |
| Tomás Birkner de Miguel | Slalom gigante | DNF       | DNF  | Não avançou | Não avançou | Não avançou | Não avançou | [ 4 ] |

Feminino
| Atleta            | Evento         | Descida 1 | Pos. | Descida 2   | Pos.        | Total       | Pos.        | Ref.  |
| ----------------- | -------------- | --------- | ---- | ----------- | ----------- | ----------- | ----------- | ----- |
| Francesca Baruzzi | Slalom         | DNF       | DNF  | Não avançou | Não avançou | Não avançou | Não avançou | [ 5 ] |
| Francesca Baruzzi | Slalom gigante | 1:02:43   | 34   | 1:01.57     | 30          | 2:04.00     | 29          | [ 6 ] |
| Francesca Baruzzi | Super-G        | —         | —    | —           | —           | 1:16.65     | 29          | [ 7 ] |

### Esqui cross-country
Masculino
| Atleta           | Evento          | Clássico | Clássico | Livre | Livre | Final   | Final    | Final | Ref.  |
| Atleta           | Evento          | Tempo    | Pos.     | Tempo | Pos.  | Tempo   | Dif.     | Pos.  | Ref.  |
| ---------------- | --------------- | -------- | -------- | ----- | ----- | ------- | -------- | ----- | ----- |
| Franco Dal Farra | 15 km clássico  | —        | —        | —     | —     | 48:35.5 | +10:40.7 | 86    | [ 8 ] |
| Franco Dal Farra | 30 km skiathlon | LAP      | LAP      | LAP   | LAP   | LAP     | LAP      | 63    | [ 9 ] |

| Atleta           | Evento                | Qualificatório | Qualificatório | Qualificatório | Quartas de final | Quartas de final | Quartas de final | Semifinal   | Semifinal   | Semifinal   | Final       | Final       | Final       | Ref.   |
| Atleta           | Evento                | Tempo          | Diferença      | Pos.           | Tempo            | Dif.             | Pos.             | Tempo       | Dif.        | Pos.        | Tempo       | Dif.        | Pos.        | Ref.   |
| ---------------- | --------------------- | -------------- | -------------- | -------------- | ---------------- | ---------------- | ---------------- | ----------- | ----------- | ----------- | ----------- | ----------- | ----------- | ------ |
| Franco Dal Farra | Velocidade individual | 3:09.95        | +24.92         | 74             | Não avançou      | Não avançou      | Não avançou      | Não avançou | Não avançou | Não avançou | Não avançou | Não avançou | Não avançou | [ 10 ] |

Feminino
| Atleta       | Evento         | Clássico | Clássico | Livre | Livre | Final   | Final    | Final | Ref.   |
| Atleta       | Evento         | Tempo    | Pos.     | Tempo | Pos.  | Tempo   | Dif.     | Pos.  | Ref.   |
| ------------ | -------------- | -------- | -------- | ----- | ----- | ------- | -------- | ----- | ------ |
| Nahiara Díaz | 10 km clássico | —        | —        | —     | —     | 40:30.8 | +12:24.5 | 96    | [ 11 ] |

| Atleta       | Evento                | Qualificatório | Qualificatório | Qualificatório | Quartas de final | Quartas de final | Quartas de final | Semifinal   | Semifinal   | Semifinal   | Final       | Final       | Final       | Ref.   |
| Atleta       | Evento                | Tempo          | Diferença      | Pos.           | Tempo            | Dif.             | Pos.             | Tempo       | Dif.        | Pos.        | Tempo       | Dif.        | Pos.        | Ref.   |
| ------------ | --------------------- | -------------- | -------------- | -------------- | ---------------- | ---------------- | ---------------- | ----------- | ----------- | ----------- | ----------- | ----------- | ----------- | ------ |
| Nahiara Díaz | Velocidade individual | 4:05.46        | +56.43         | 83             | Não avançou      | Não avançou      | Não avançou      | Não avançou | Não avançou | Não avançou | Não avançou | Não avançou | Não avançou | [ 12 ] |

### Luge
Feminino
| Atleta                 | Evento     | 1ª descida | 1ª descida | 2ª descida | 2ª descida | 3ª descida | 3ª descida | 4ª descida  | 4ª descida  | Final    | Final | Final | Ref.   |
| Atleta                 | Evento     | Tempo      | Pos.       | Tempo      | Pos.       | Tempo      | Pos.       | Tempo       | Pos.        | Tempo    | Dif.  | Pos.  | Ref.   |
| ---------------------- | ---------- | ---------- | ---------- | ---------- | ---------- | ---------- | ---------- | ----------- | ----------- | -------- | ----- | ----- | ------ |
| Veronica Maria Ravenna | Individual | 59.811     | 24         | 59.780     | 22         | 59.719     | 25         | Não avançou | Não avançou | 2:59.310 | —     | 24    | [ 13 ] |

### Patinação de velocidade
Feminino
| Atleta                   | Evento | Tempo | Dif.  | Pos. | Ref.   |
| ------------------------ | ------ | ----- | ----- | ---- | ------ |
| Maria Victoria Rodriguez | 500 m  | 39.70 | +2.66 | 30   | [ 14 ] |

Legenda
| Recorde mundial      | Recorde mundial (World record)               |                       | Recorde africano                      | Recorde africano (African) |                                           | Q | Classificado por posição (Qualified) |
| Recorde olímpico     | Recorde olímpico (Olympic record)            | Recorde da América    | Recorde da América (Americas)         | q                          | Classificado por melhor tempo (Qualified) |   |                                      |
| Melhor marca do ano  | Melhor marca do ano (World leading)          | Recorde asiático      | Recorde asiático (Asian)              | DNS                        | Não largou (Did not start)                |   |                                      |
| Recorde nacional     | Recorde nacional (National record)           | Recorde europeu       | Recorde europeu (European)            | DNF                        | Não terminou (Did not finish)             |   |                                      |
| Recorde pessoal      | Recorde pessoal do atleta (Personal best)    | Recorde da Oceania    | Recorde da Oceania (Oceania)          | DSQ / DQ                   | Desclassificado (Disqualified)            |   |                                      |
| Recorde da temporada | Recorde da temporada do atleta (Season best) | Recorde sul-americano | Recorde sul-americano (South America) | NM                         | Sem marca (No mark)                       |   |                                      |